# Hạ sĩ

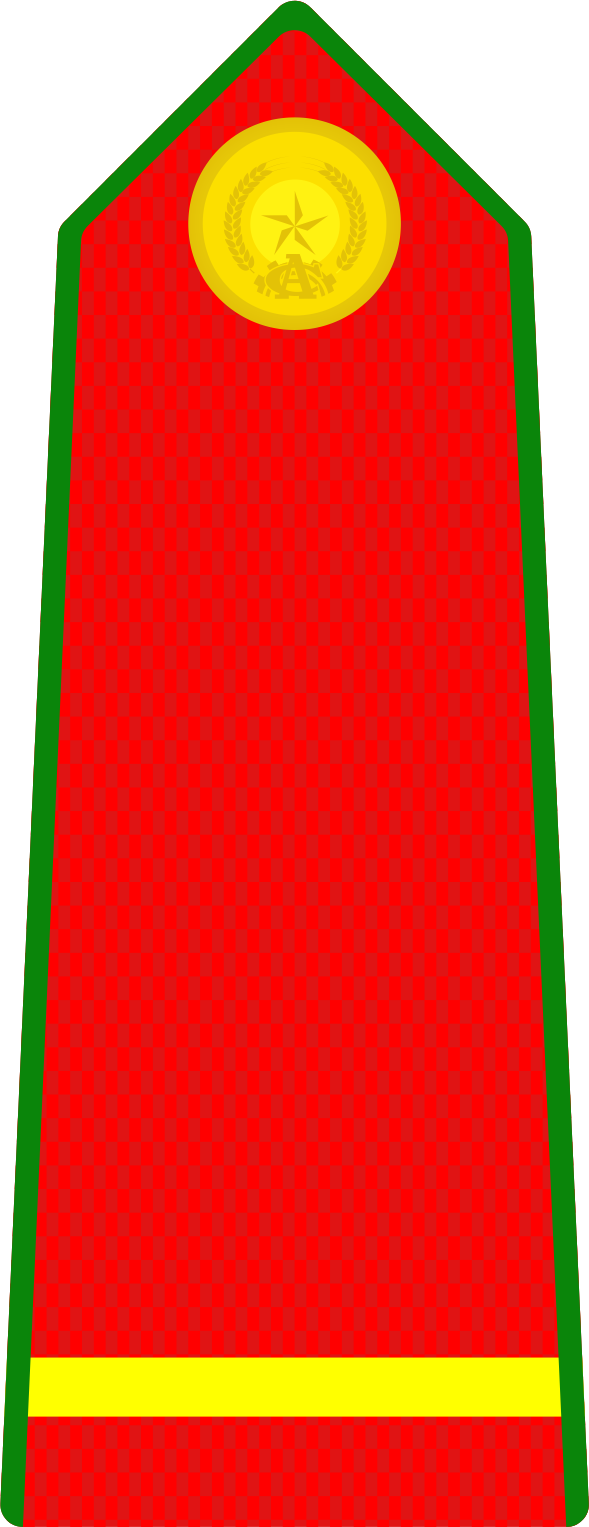
Cầu vai hạ sĩ công an nhân dân Việt Nam

Hạ sĩ là một cấp bậc trong quân đội được sử dụng dưới một số hình thức bởi một số quân đội, một số lực lượng cảnh sát hoặc các tổ chức sử dụng đồng phục khác. Hạ sĩ là cấp bậc đầu tiên trong cấp hạ sĩ quan.
Trong một số quân đội, cấp bậc Hạ sĩ trên danh nghĩa tương ứng với việc chỉ huy một bộ phận hoặc tiểu đội.

## Hạ sĩ theo quốc gia

### Việt Nam
Hạ sĩ là cấp bậc đầu tiên trong cấp hạ sĩ quan trong quân đội Việt Nam, hai cấp hạ sĩ quan còn lại là Thượng sĩ, Trung sĩ.

### Pháp
Có ba cấp bậc hạ sĩ (tiếng Pháp: caporal). Trong quân đội Pháp, đây không phải là cấp bậc trong hạ sĩ quan, mà là cấp bậc nhập ngũ. Các hạ sĩ được gọi là gradés. Hạ sĩ quan bắt đầu ở cấp bậc sergent (trung sĩ).